# Sasia africana
Sasia africana là một loài chim trong họ Picidae.